# Bąk (zwyczajny)
Bąk (zwyczajny), bąk (Botaurus stellaris) – gatunek dużego, przeważnie wędrownego ptaka wodnego z rodziny czaplowatych (Ardeidae), zamieszkujący północną i środkową część Eurazji (podgatunek nominatywny) oraz Afrykę Południową (B. s. capensis). Zimuje na południu Eurazji i w Afryce. Przeloty w III–IV i IX–XI. W Europie Zachodniej i Południowej oraz w Afryce Południowej gatunek osiadły, choć może podejmować lokalne wędrówki. W Polsce nielicznie lęgowy i sporadycznie zimujący nad wodami śródlądowymi.

## Podgatunki

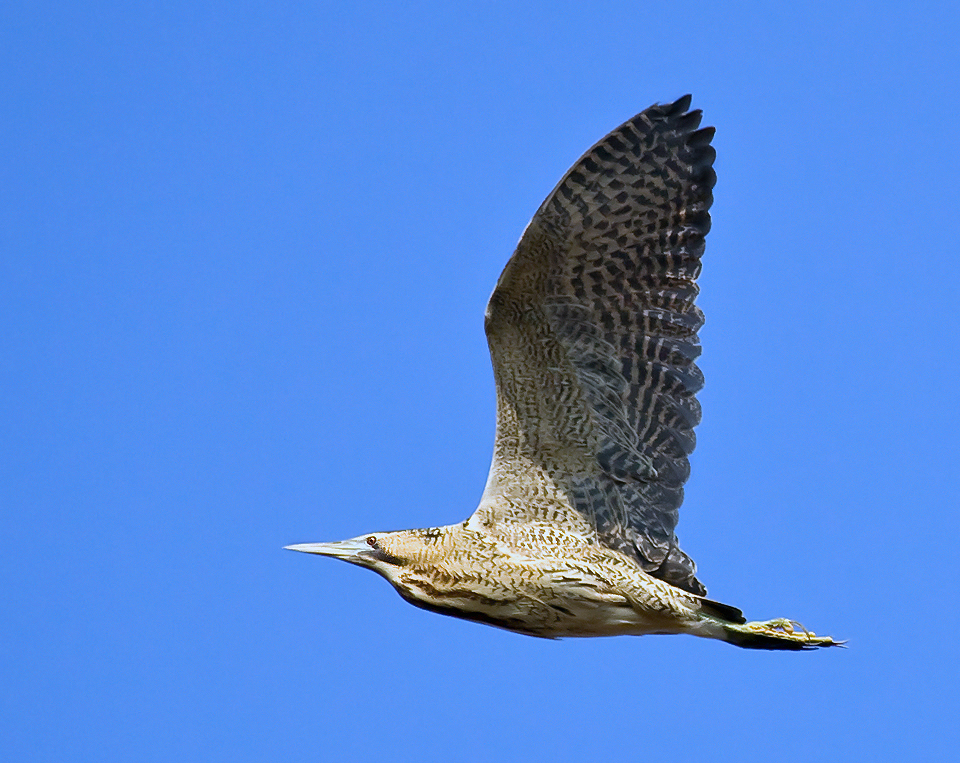
Bąk w locie, samica, Illmitz (Austria)

Wyróżniono dwa podgatunki B. stellaris:
- B. s. stellaris (Linnaeus, 1758) – bąk zwyczajny[4]
- B. s. capensis (Schlegel, 1863) – bąk przylądkowy[4]

Czasami za podgatunek bąka był też uznawany blisko spokrewniony bąk australijski (B. poiciloptilus). 

## Morfologia

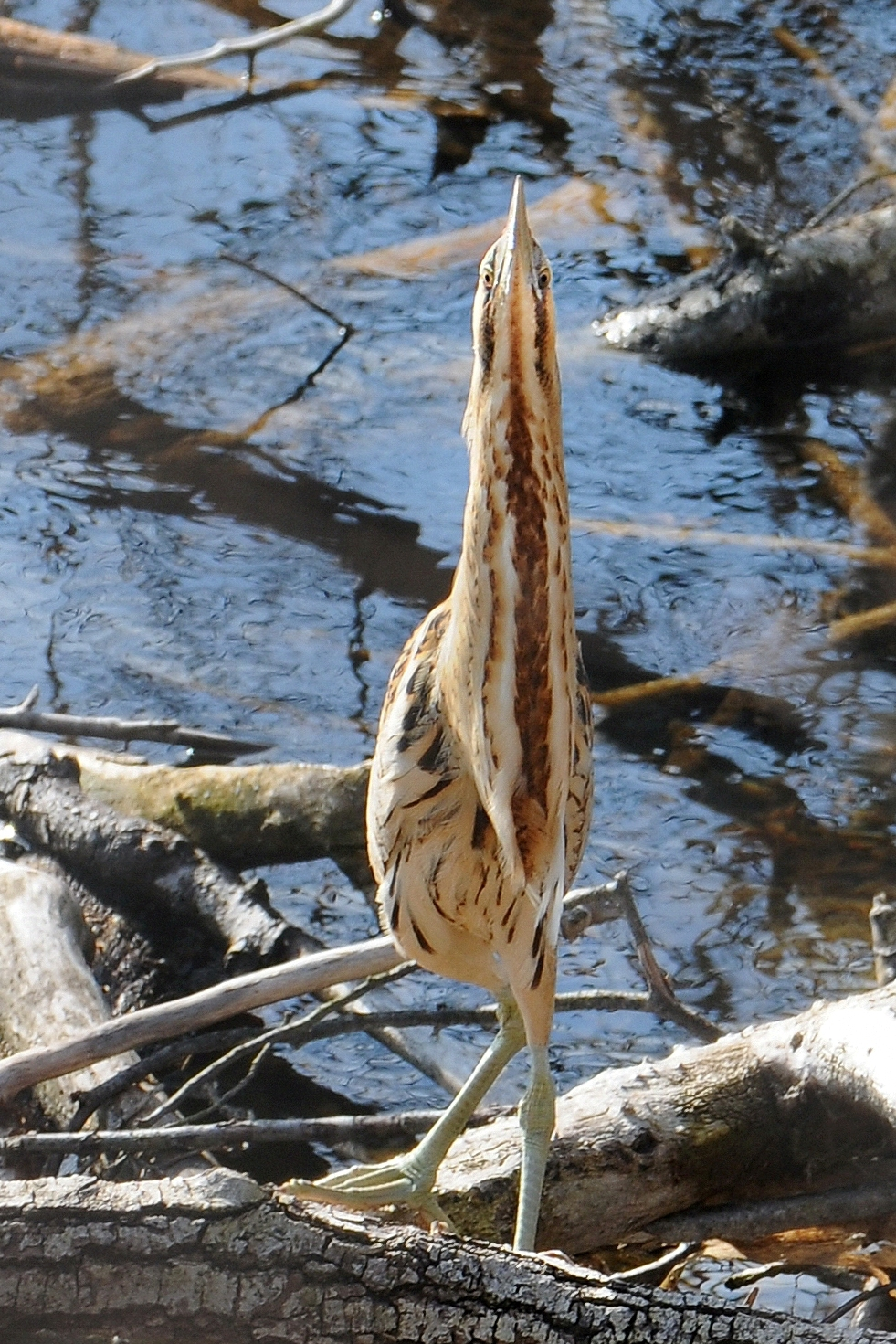
Postawa obronna

WyglądPtak wielkości czapli siwej. Brązowy, z ciemnymi i jasnymi plamkami, co zapewnia mu doskonały kamuflaż w trzcinach. Samica i samiec nie różnią się upierzeniem. Wierzch głowy, pióra czuciowe i bok szyi w dół od dzioba czarne.
Wymiary średniedługość ciała ok. 70–80 cm
rozpiętość skrzydeł 125–135 cm
masa ciała ok. 1000–2000 g

## Ekologia i zachowanie

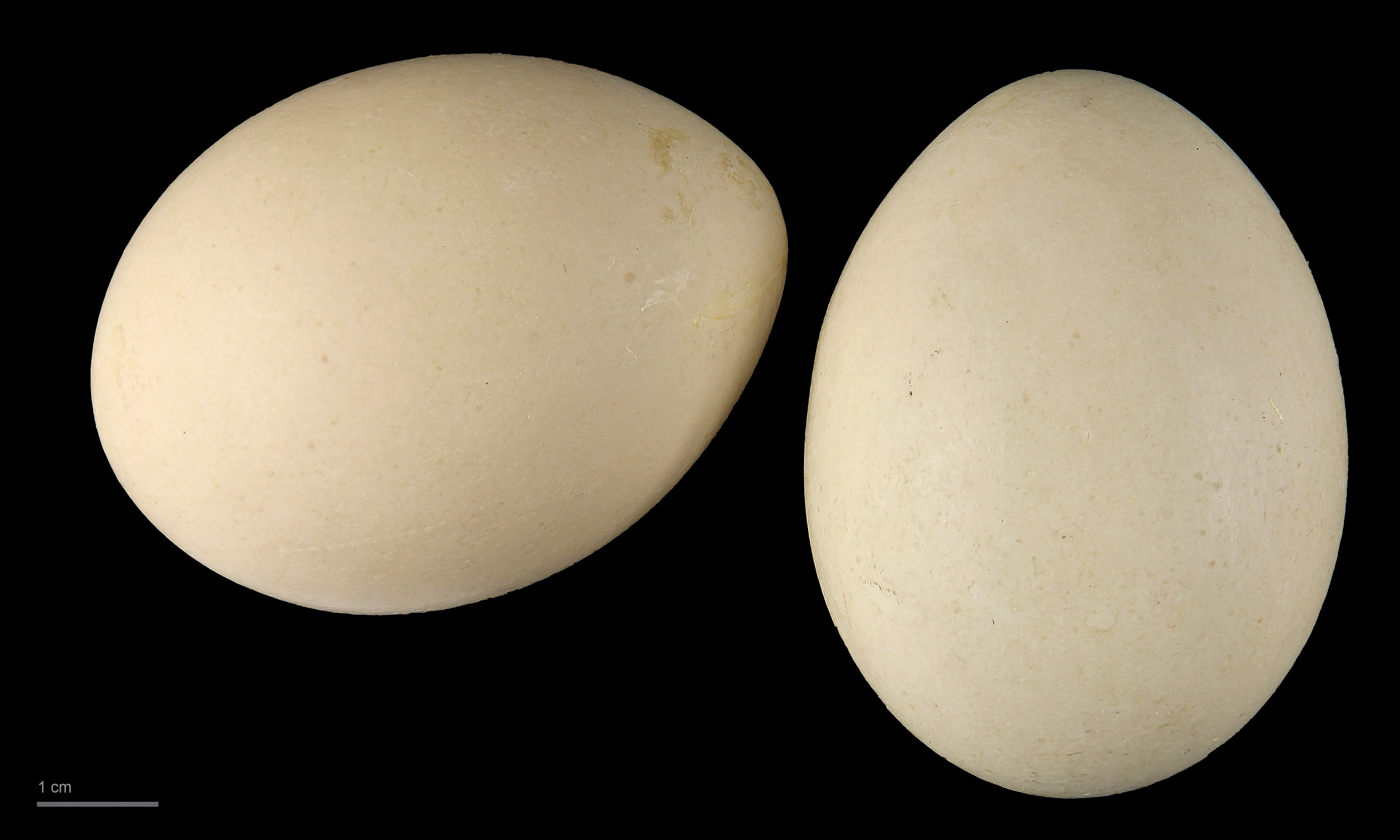
Jaja z kolekcji muzealnej

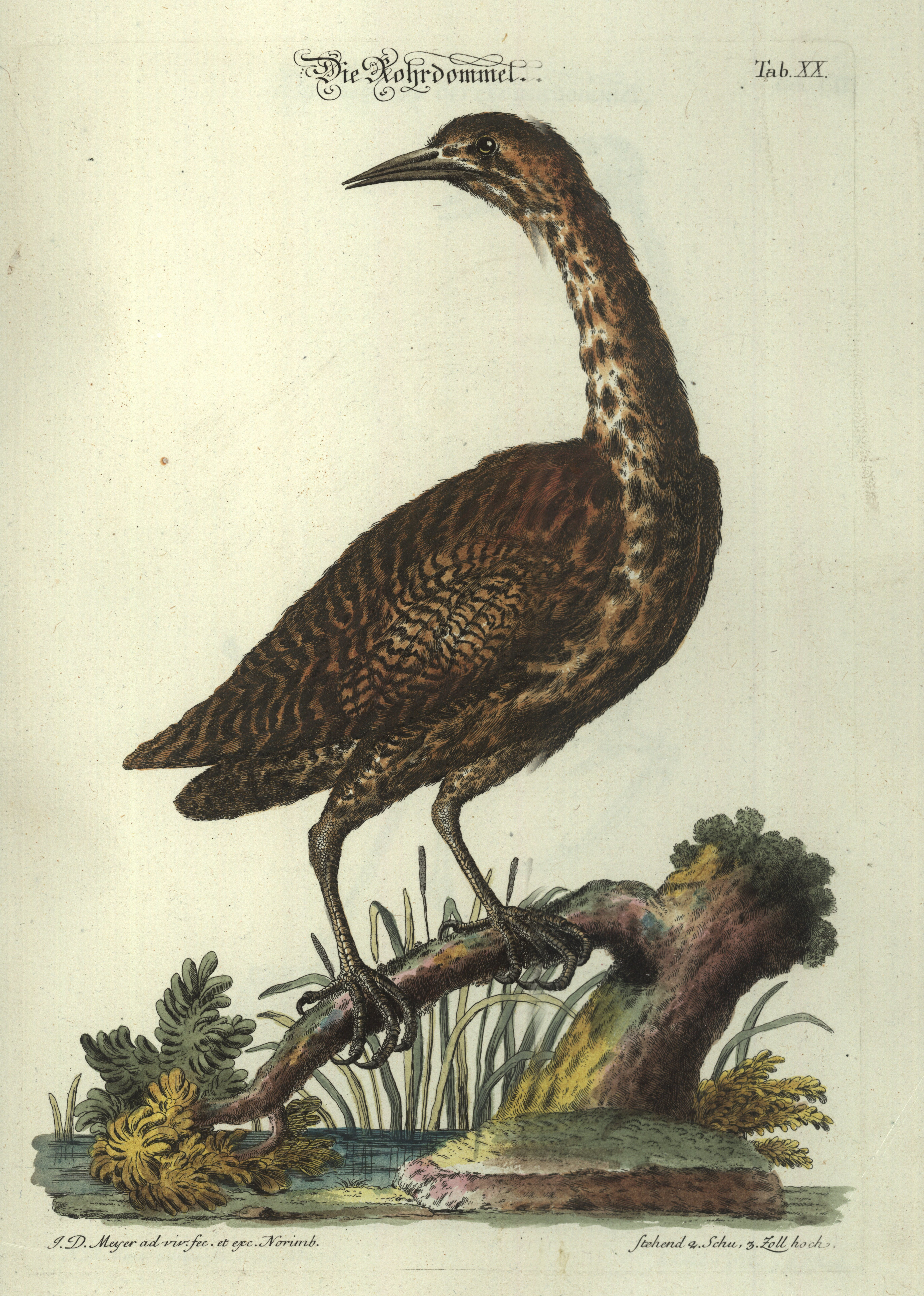
Bąk, miedzioryt kolorowany (Johann Daniel Meyer, 1748)

BiotopZbiorniki wodne z szerokimi szuwarami: naturalne jeziora, stawy hodowlane, glinianki, starorzecza, podmokłe trzcinowiska.
ZachowanieGdy jest zaniepokojony, przybiera charakterystyczną pozę z szyją pionowo wyciągniętą ku górze, co ma go jeszcze lepiej maskować w trzcinie. Postawę tę potrafią już wykonywać dwu- lub trzytygodniowe pisklęta. Wydaje charakterystyczne buczenie, które bardziej przypomina ryk wołu niż ptaka. Rzadko można go zobaczyć, bo zwykle schowany jest dobrze w trzcinach, dlatego długo szukano sposobu wydawania specyficznego głosu. Rzadko lata, ale jeśli wznosi się w powietrze to cicho jak sowa, z szyją wygiętą w literę S oraz szerokimi i zaokrąglonymi skrzydłami.
GniazdoW szuwarach lub trzcinach, nie tworzy kolonii. Stanowi je sterta nieporządnie poukładanych kawałków trzcin opartych o dłuższe pędy.
JajaWyprowadza zazwyczaj jeden lęg w roku, w zniesieniu 3 do 6 oliwkowobrązowych jaj w kwietniu lub maju. Wiele samców jest poligamicznych. Samce w okresie godowym wydają charakterystyczny głos przypominający ryk krowy, który wzmacniają używając przełyku jako rezonatora. Ten krótki słyszany jak czkawka odgłos kończy się dźwięcznym „prumb” powtarzanym 4–6 razy.
Wysiadywanie i dorastanieJaja wysiadywane są przez okres 25–26 dni, w wysiadywaniu uczestniczą także samce, choć rzadko. Pisklęta opuszczają gniazdo po 4–5 tygodniach wychowywane głównie przez matkę. Są bardzo ruchliwe, dziobią wszystko w pobliżu gniazda. Po 2 tygodniach w razie niebezpieczeństwa opuszczają już gniazdo i chowają się w trzcinach. Samiec w tym czasie przebywa z dala od rodziny. Młode upierzone podobnie jak osobnik dorosły – na żółtym lub brązowym tle znajdują się ciemnobrązowe plamki.
PożywienieDrobne ryby, płazy i inne zwierzęta wodne m.in. większe owady i ich larwy, na które poluje zazwyczaj w nocy.

## Status i ochrona
Międzynarodowa Unia Ochrony Przyrody (IUCN) uznaje bąka za gatunek najmniejszej troski (LC – Least Concern) nieprzerwanie od 1988 roku. W 2015 roku liczebność światowej populacji, według szacunków organizacji Wetlands International, mieściła się w przedziale około 115–340 tysięcy osobników. Globalny trend liczebności populacji uznawany jest za spadkowy.
W Polsce objęty ochroną gatunkową ścisłą. Na Czerwonej liście ptaków Polski został sklasyfikowany jako gatunek bliski zagrożenia (NT). Według szacunków Monitoringu Flagowych Gatunków Ptaków, w latach 2013–2018 krajowa populacja lęgowa liczyła 3300–4800 tokujących samców, a jej trend liczebności był spadkowy.
Zagrożeniami dla niego są melioracja rozlewisk i regulacja rzek na obszarach lęgowych oraz niszczenie trzcinowisk.